# Identificación de llamadas

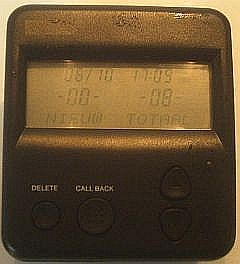
Antiguo identificador de llamadas.

Se denomina identificación de llamadas, CallerID o CND al número telefónico de identificación del interlocutor llamante que se transmite en una llamada telefónica, siempre que este no haya restringido su presentación.
Este código se envía al interlocutor llamado mediante una trama en modulación FSK, entre la primera y segunda campanada de la llamada, por lo que para su captura se necesita esperar.
Existen varios estándares de envío del CLI, siendo los más usados el ETSI-ITU v23, British Telecom y el Bellcore 202 para las llamadas por líneas analógicas.
- En las llamadas de RDSI o enlaces primarios, el CLI se transmite digitalmente a través del canal D del enlace.
- En las llamadas GSM se transmite asimismo a través de la señalización digital de control.

## Historia
En 1968, Theodore George “Ted” Paraskevakos, mientras trabajaba en Atenas, Grecia como ingeniero de comunicaciones para SITA, comenzó a desarrollar un sistema para identificar automáticamente a quien realiza la llamada. Luego de varios intentos y experimentos, desarrolló el método en el que el número desde el que se llama es transmitido al dispositivo receptor. Este método es la base para la tecnología actual de identificación de llamadas.
Desde 1969 hasta 1975, Paraskevakos expidió 20 patentes relacionadas con la identificación automática de línea telefónica, que se listan a continuación.
| País           | Número de patente | Fecha      | Descripción |
| -------------- | ----------------- | ---------- | --- |
| Grecia         | 40176             | 28/05/1969 | Aparato para la decodificación y visualización de la identificación del dispositivo telefónico de llamada en el dispositivo receptor.                                                                        |
| Grecia         | 37541             | 19/06/1969 | Aparato para la decodificación y visualización de la identificación del dispositivo telefónico de llamada en el dispositivo receptor.                                                                        |
| Grecia         | 37733             | 27/06/1969 | Método de transferencia automática mediante pulsos eléctricos de la identificación del dispositivo de llamada y visualización automática en el dispositivo receptor en telefonía urbana y de larga distancia |
| Grecia         | 38280             | 16/10/1969 | Método de transferencia automática mediante pulsos eléctricos de la identificación del dispositivo de llamada y visualización automática en el dispositivo receptor en telefonía urbana y de larga distancia |
| Grecia         | 39092             | 26/01/1970 | Método de transferencia automática mediante pulsos eléctricos de la identificación del dispositivo de llamada y visualización automática en el dispositivo receptor en telefonía urbana y de larga distancia |
| Grecia         | 42452             | 08/09/1970 | Aparato para la decodificación y visualización de la identificación del dispositivo telefónico de llamada en el dispositivo receptor.                                                                        |
| Francia        | 2.133.267         | 15/04/1971 | Procédé et appareil pour enregistrer le numéro du poste téléphonique dont un appel provient |
| Japón          | 22983/1971        | 17/05/1971 | Aparato para la generación y transmisión de información digital |
| Francia        | 2.152.356         | 07/09/1971 | Aparato generador y de selección de tren de pulsos |
| Grecia         | 43263             | 10/09/1971 | Método de transferencia automática mediante pulsos eléctricos de la identificación del dispositivo de llamada y visualización automática en el dispositivo receptor en telefonía urbana y de larga distancia |
| Grecia         | 43999             | 10/02/1972 | Aparato y método para visualizar automáticamente la identificación de un dispositivo que llama en el dispositivo receptor                                                                                    |
| Sudáfrica      | 71/3894           | 03/05/1972 | Aparato para la generación y transmisión de información digital |
| Italia         | 935035            | 01/12/1972 | Aparato para la generación y transmisión de información digital |
| Estados Unidos | 3,727,003         | 10/04/1973 | Aparato para decodificación y visualización de un grupo de tren de datos |
| Canadá         | 938363            | 01/11/1973 | Aparato de decodificación y visualización |
| Francia        | 7132207           | 04/01/1975 | Aparato para la generación y transmisión de información digital |
| Estados Unidos | 3,812,296         | 21/05/1974 | Aparato para la generación y transmisión de información digital |
| Gran Bretaña   | 1362411           | 04/12/1974 | Aparato para la generación y transmisión de información digital |
| Gran Bretaña   | 1362412           | 04/12/1974 | Aparato generador y de selección de tren de pulsos |
| Australia      | 458,841           | 24/07/1975 | Sistema telefónico |

## Tecnología Ring-FSK
Una señal telefónica se genera por una onda alterna de 70 voltios aproximadamente con una frecuencia de 20 hercios con un intervalo de 2 segundos sonando y 4 s de silencio.

### Representación de la marca y el espacio
La información a visualizar viaja en una cadena de datos entre el primer y segundo timbrado. El sistema empleado es binario por desplazamiento de frecuencia donde 1 es denominado marca y 0 es denominado espacio.
La marca es representada por una frecuencia de 1200 Hz con una tolerancia del 1% (12 Hz) mientras que el espacio se hace con una frecuencia de 2200 Hz con una tolerancia del 1%.
La velocidad de transmisión es de 1200 bps, serial y asíncrona.

### Estándares empleados
Usualmente los países usan distintos estándares para transmitir la identificación de llamada. Como resultado de esto, los teléfonos comprados en un país pueden no ser compatibles con el estándar usado en otro país. Por ejemplo, en Argentina se usa el sistema ETSI, mientras que en Brasil el DTMF. También hay casos en donde cada estado o provincia de un país usa diferentes protocolos. Así mismo también existen conversores de identificación de llamada que traducen entre un estándar a otro.
| País           | Estándar empleado                              |
| -------------- | ---------------------------------------------- |
| Argentina      | ETSI FSK                                       |
| Australia      | Bellcore FSK                                   |
| Brasil         | DTMF                                           |
| Canadá         | Bellcore FSK                                   |
| Chile          | ETSI FSK                                       |
| China          | Bellcore FSK                                   |
| Colombia       | Bellcore FSK / ETSI FSK                        |
| Ecuador        | ETSI FSK                                       |
| España         | ETSI FSK                                       |
| Estados Unidos | Bellcore FSK                                   |
| Hong Kong      | Bellcore FSK                                   |
| Italia         | ETSI FSK                                       |
| Japón          | V23 FSK                                        |
| México         | Bellcore FSK/ETSI FSK                          |
| Reino unido    | SIN227 (V23 FSK antes de la primera campanada) |
| Taiwán         | DTMF / ETSI FSK                                |
| Uruguay        | DTMF                                           |